# قوس بواسون

سيمون دينيس بواسون

في الرياضيات والميكانيكا الكلاسيكية قوس بواسون هو عملية ثنائية مهمة في الميكانيكا الهاملتونية، حيث يُؤدي دورًا مركزيًا في معادلات هاملتون للحركة التي تَصِفُ التطور الزمني للنظام الديناميكي الهاملتوني، كما يميز قوس بواسون فئة معينة من التحويلات الإحداثية تسمى التحويلات القانونية، والتي بدورها تحول الأنظمة الإحداثية الكنسية إلى أنظمة إحداثية أساسية، حيث يتكون «النظام الإحداثي الكنسي» من متغيران هما: الموقع الكنسي والزخم، ويرمز إليهما أدناه ب: {\displaystyle q_{i}} و{\displaystyle p_{i}} على التوالي حيث يخضعان لعلاقات قوس بواسون الكنسي، كما أن هناك دائمًا مجموعة من التحويلات القانونية المحتملة ذات قيمة عالية، على سبيل المثال غالبًا ما يكون من الممكن اختيار دالة هاملتونيان نفسها {\displaystyle H=H(q,p;t)} كأحد إحداثيات الزخم الكنسي الجديدة.
بمعنى أكثر عمومية يُستخدم قوس بواسون لتحديد جَبْر بواسون،حيث يُعتبر جبر الاقترانات على متشعب بواسون حالة خاصة، وهناك أمثلةٌ عامةٌ أخرى كالذي يحدث في نظرية جبر لاي لتشكيل جبر بواسون من جبر الموتر لجبر لاي،حيث أُعطيَ بناءٌ مُفصّل لكيفية حدوث ذلك في مقالة الجبر الشامل المغلف الإنجليزية، والتشوهات الكمومية للجبر الشامل المغلف تؤدي إلى تدوين مجموعات الكم.
كل هذه المواضيع سُميت تكريمًا لسيمون دينيس بواسون.

## خصائص
الاقترانان المُعطيان  f وg اللذان يعتمدان على فضاء الطور والوقت، قوس بوايسون لهما هو {\displaystyle \{f,g\}}: اقتران آخر يعتمد على فضاء الطور والوقت، والقواعد الآتية تنطبق لأي ثلاث اقترانات على سبيل المثال: {\displaystyle f,\,g,\,h} حيث أنهم يعتمدون على فضاء الطور والوقت، والقواعد هي:
عكس تبديلية
{\displaystyle \{f,g\}=-\{g,f\}}
ثنائية الخطية
{\displaystyle \{af+bg,h\}=a\{f,h\}+b\{g,h\},\quad \{h,af+bg\}=a\{h,f\}+b\{h,g\},\quad a,b\in \mathbb {R} }
قاعدة ليبنيز
{\displaystyle \{fg,h\}=\{f,h\}g+f\{g,h\}}
متطابقة ياكوبي
{\displaystyle \{f,\{g,h\}\}+\{g,\{h,f\}\}+\{h,\{f,g\}\}=0}
أيضًا إذا كانت الدالة {\displaystyle k} ثابت على فضاء الطور لكن من الممكن أن تعتمد الدالة على الوقت، فإن {\displaystyle \{f,\,k\}=0} لأي اقتران {\displaystyle f}.

## التعريف في الإحداثيات الكنسية
في الإحداثيات الكنسية المعروفة أيضًا بإحداثيات داربو {\displaystyle (q_{i},\,p_{i})} في فضاء الطور، الاقترانان المُعطيان: {\displaystyle f(p_{i},\,q_{i},t)} و{\displaystyle g(p_{i},\,q_{i},t)} يأخذ قوس بوايسون لهما الشكل الآتي:
{\displaystyle \{f,g\}=\sum _{i=1}^{N}\left({\frac {\partial f}{\partial q_{i}}}{\frac {\partial g}{\partial p_{i}}}-{\frac {\partial f}{\partial p_{i}}}{\frac {\partial g}{\partial q_{i}}}\right).}
أقواس بواسون للإحداثيات الكنسية هم:
{\displaystyle {\begin{aligned}\{q_{i},q_{j}\}&=0\\\{p_{i},p_{j}\}&=0\\\{q_{i},p_{j}\}&=\delta _{ij}\end{aligned}}}
حيث {\displaystyle \delta _{ij}}: هي دالة دلتا كرونكر.

## معادلات هاملتون للحركة
معادلات هاملتون للحركة تمتلك تعبير مكافئ عند كتابتها باستخدام قوس بواسون، وهذا من الممكن توضيحهُ مباشرةً في إطار إحداثي واضح، لنفترض أن {\displaystyle f(p,q,t)}: هو اقتران يعتمد على مسار الحل المتعدد، ثم باستخدام قاعدة السلسلة متعددة المتغيرات فإننا نحصل على:
{\displaystyle {\frac {d}{dt}}f(p,q,t)={\frac {\partial f}{\partial q}}{\frac {dq}{dt}}+{\frac {\partial f}{\partial p}}{\frac {dp}{dt}}+{\frac {\partial f}{\partial t}}.}
بالإضافة إلى هذا، من الممكن اعتبار{\displaystyle p=p(t)} و{\displaystyle q=q(t)} حلولًا لمعادلات هاملتون، حيث أن:
{\displaystyle {\begin{cases}{\dot {q}}={\frac {\partial H}{\partial p}}=\{q,H\};\\{\dot {p}}=-{\frac {\partial H}{\partial q}}=\{p,H\}.\end{cases}}}
ثم ينتج لدينا:
{\displaystyle {\begin{aligned}{\frac {d}{dt}}f(p,q,t)&={\frac {\partial f}{\partial q}}{\frac {\partial H}{\partial p}}-{\frac {\partial f}{\partial p}}{\frac {\partial H}{\partial q}}+{\frac {\partial f}{\partial t}}\\&=\{f,H\}+{\frac {\partial f}{\partial t}}~.\end{aligned}}}
من الممكن أن يُعطى التحول الزمني للاقتران {\displaystyle f} في المشعب التماسكي كمجموعة معامل واحد من التماثل حيث أنه في التحويلات القانونية هناك حفاظ على منطقة اختلاف الأشكال، ومع اعتبار الوقت {\displaystyle t} عامل فإن حركة هاملتونيان تمثل تحول كنسي أُنشئ بواسطة دالة هاملتونيان، أي أن قوس بواسون محفوظ في  دالة هاملتونيان لذلك فإن أي وقت {\displaystyle t} عند حل معادلات هاملتون يمكن أن يكون بمثابة إحداثيات القوس:
{\displaystyle q(t)=\exp(-t\{H,\cdot \})q(0),\quad p(t)=\exp(-t\{H,\cdot \})p(0),}
إذًا أقواس بواسون هي الثوابت الكنسية، ومن خلال إسقاط الإحداثيات:
{\displaystyle {\frac {d}{dt}}f=\left({\frac {\partial }{\partial t}}-\{H,\cdot \}\right)f.}
فإن العامل في الجزء الحراري من المشتقة هو: {\displaystyle i{\hat {L}}=-\{H,\cdot \}} يُشار إليه أحيانًا باسم ليوفيليان (انظر إلى نظرية ليوفيلي (هاملتونيان)).

## ثوابت الحركة
النظام الديناميكي المتكامل سيملك ثوابت الحركة بالإضافة إلى الطاقة، كهذه الثوابت من الحركة ستُستبدل مع دالة هاملتونيان في قوس بواسون، لتوضيح ذلك فلنفترض الاقتران التالي: {\displaystyle f(p,q)} هو ثابت الحركة، وهذا يُوحي أنه إذا كان {\displaystyle p(t),q(t)} مسارًا أو حلًا لمعادلات هاملتون للحركة، فإن:
{\displaystyle 0={\frac {df}{dt}}}
على طول ذلك المسار، إذًا:
{\displaystyle 0={\frac {d}{dt}}f(p,q)=\{f,H\}+{\frac {\partial f}{\partial t}}}
كما هو موضح أعلاه فإن الخطوة المتوسطة تُتبع بتطبيق معادلات الحركة ونحن فرضنا بوضوح أن الاقتران {\displaystyle f} لا يعتمد على الوقت، وتُعرف هذه المعادلة باسم معادلة ليوفيلي، حيث ينص محتوى نظرية ليوفيلي أن التغير الزمني للقياس أو دالة التوزيع في فضاء الطور هو ما ورد أعلاه.
إذا كان قوس بواسون للاقترانين {\displaystyle f} و{\displaystyle g}  يتلاشى أي أن: {\displaystyle \{f,g\}=0}؛ فإن الاقترانين: {\displaystyle f} و{\displaystyle g} يُقال أنهما في التفاف ، ولكي يكون نظام هاملتونيان قابلًا للتكامل تمامًا يجب أن تكون {\displaystyle n} من ثوابت الحركة المستقلة في الالتفاف المتبادل، حيث تمثل {\displaystyle n} عدد درجات الحرية.
وعلاوةً على ذلك وفقًا لنظرية بواسون، إذا كان هناك اثنتين من الكميات {\displaystyle A} و{\displaystyle B} لا تعتمدان على الوقت بشكل واضح ({\displaystyle A(p,q),B(p,q)}) ومن ثوابت الحركة، فإن قوس بواسون الخاص بهم هو: {\displaystyle \{A,\,B\}}، وهذا لا يوفر دائمًا نتيجةً مفيدة حيث أن عدد الثوابت المحتمل للحركة محدود مثلًا يساوي {\displaystyle 2n-1} لنظام يملك {\displaystyle n} من درجات الحرية، وبالتالي فإن النتيجة قد تكون عديمة الأهمية كثابت أو دالة بدلالة {\displaystyle A} و{\displaystyle B}.

## قوس بواسون في لغة خالية من الإحداثيات
لنفترض أن {\displaystyle M} متشعب تماسكي، كما أن المتشعب مزود بنموذج  تماسك: نموذجين {\displaystyle \omega } كلاهما متقاربان حيث أن المشتق الخارجي {\displaystyle d\omega } يختفيK و آخر غير منحل، على سبيل المثال في المعالجة أعلاه نأخذ {\displaystyle M} لتكون {\displaystyle \mathbb {R} ^{2n}} ولنأخذ أيضًا أن:
{\displaystyle \omega =\sum _{i=1}^{n}dq_{i}\wedge dp_{i}.}
إذا كان {\displaystyle \iota _{v}\omega } هو الضرب الداخلي أو عملية الانكماش المُعرّف من خلال {\displaystyle (\iota _{v}\omega )(w)=\omega (v,\,w)}؛ فإن عدم الانحلال يعادل قول أن لكل نموذج {\displaystyle \alpha } هناك مجال متجه مميز هو {\displaystyle \Omega _{\alpha }}، بحيث يكون عوضًا عن {\displaystyle \Omega _{dH}=\omega ^{-1}(dH)}، وإذا كان {\displaystyle H} اقتران ناعم في {\displaystyle M} فإن مجال المتجه هاملتونيان {\displaystyle X_{H}} يمكن تعريفه على أنه {\displaystyle \Omega _{dH}}، حيث من السهل ملاحظة أن:
{\displaystyle {\begin{aligned}X_{p_{i}}&={\frac {\partial }{\partial q_{i}}}\\X_{q_{i}}&=-{\frac {\partial }{\partial p_{i}}}.\end{aligned}}}
قوس بواسون {\displaystyle \ \{\cdot ,\,\cdot \}} في (M, ω) يمثل عملية ثنائية الخطية في دالة قابلة للاشتقاق معرفة من خلال: {\displaystyle \{f,\,g\}\;=\;\omega (X_{f},\,X_{g})}، وقوس بواسون لاقترانين في M هو نفسه اقتران في M، و كما أن قوس بواسون غير متماثل لأن:
{\displaystyle \{f,g\}=\omega (X_{f},X_{g})=-\omega (X_{g},X_{f})=-\{g,f\}}

ضف إلى ذلك أن:

| {\displaystyle {\begin{aligned}\{f,g\}&=\omega (X_{f},X_{g})=\omega (\Omega _{df},X_{g})\\&=(\iota _{\Omega _{df}}\omega )(X_{g})=df(X_{g})\\&=X_{g}f={\mathcal {L}}_{X_{g}}f\end{aligned}}}. | \| \| \| \| \| \| \| \| | (1) |
| |                         |     |
| |                         |     |
هنا Xgf تدل أن المجال المتجه Xg طُبِق للاقتران f كمشتق اتجاهي ،حيث أن {\displaystyle {\mathcal {L}}_{X_{g}}f} تُشير إلى مشتقة لاي للاقتران f بشكل مكافئ بالكامل.
إذا كان α نموذج تعسفي أحادي في M فإن المجال المتجه Ωα يُنتج محليًا على الأقل تدفق {\displaystyle \phi _{x}(t)} يُطبق الشروط الحدية {\displaystyle \phi _{x}(0)=x} والمعادلة التفاضلية من الرتبة الأولى:
{\displaystyle {\frac {d\phi _{x}}{dt}}=\left.\Omega _{\alpha }\right|_{\phi _{x}(t)}.}
{\displaystyle \phi _{x}(t)} سيكون هناك تماثل لكل t كاقتران في x إذا وفقط إذا كان {\displaystyle {\mathcal {L}}_{\Omega _{\alpha }}\omega \;=\;0}، حيث أنه عندما يكون هذا الشرط صحيح فإن Ωα تُسمى مجال متجه تماسكي، باستدعاء متطابقة كارتان (الضرب الداخلي): {\displaystyle {\mathcal {L}}_{X}\omega \;=\;d(\iota _{X}\omega )\,+\,\iota _{X}d\omega } وأن: dω = 0، هذا يتبعه أن: {\displaystyle {\mathcal {L}}_{\Omega _{\alpha }}\omega \;=\;d\left(\iota _{\Omega _{\alpha }}\omega \right)\;=\;d\alpha }، لذلك Ωα: هو مجال متجه تماسكي إذا وفقط إذا كان α شكل مغلق، وبما أن {\displaystyle d(df)\;=\;d^{2}f\;=\;0}، فهذا يتبعه أن كل مجال متجه هاملتوني Xf هو مجال متجه تماسكي وأن تدفق هاملتونيان يحوي تحولات كنسية، ومن XH أعلاه وتحت تدفق هاملتونيان نستنتج أن:
{\displaystyle {\frac {d}{dt}}f(\phi _{x}(t))=X_{H}f=\{f,H\}.}

هذه نتيجة أساسية في الميكانيكا الهاملتونية التي تحكم التحول الزمني للاقترانات المُعرفة في فضاء الطور، كما هو موضح أعلاه عندما يكون {f,H} = 0؛ فإن f هو ثابت حركة النظام، بالإضافة إلى ذلك في الإحداثيات الكنسية باعتبار {\displaystyle \{p_{i},\,p_{j}\}\;=\;\{q_{i},q_{j}\}\;=\;0} و{\displaystyle \{q_{i},\,p_{j}\}\;=\;\delta _{ij}}: هي معادلات هاملتون لتحول وقت النظام مُتْبَعةً مباشرةً من هذه الصيغة، كما يُتبع من (1) أن قوس بواسون هو اشتقاق، وهذا يعني أنه يوافق الصيغة غير التبديلة لقاعدة ضرب لايبنز:

| {\displaystyle \{fg,h\}=f\{g,h\}+g\{f,h\}}, and {\displaystyle \{f,gh\}=g\{f,h\}+h\{f,g\}} | \| \| \| \| \| \| \| \| | (2) |
|                                                                                            |                         |     |
|                                                                                            |                         |     |
قوس بواسون متصل بشكلٍ وثيق بقوس لاي لمتجه مجالات هاملتونيان لأن مشتق لاي هو اشتقاق حيث أن:
{\displaystyle {\mathcal {L}}_{v}\iota _{w}\omega =\iota _{{\mathcal {L}}_{v}w}\omega +\iota _{w}{\mathcal {L}}_{v}\omega =\iota _{[v,w]}\omega +\iota _{w}{\mathcal {L}}_{v}\omega }
لذلك إذا كان v وw تماسكيين وباستخدام: {\displaystyle {\mathcal {L}}_{v}\omega \;=\;0} ومتطابقة كارتان، وحقيقة أن {\displaystyle \iota _{w}\omega } متماثلين:
{\displaystyle \iota _{[v,w]}\omega ={\mathcal {L}}_{v}\iota _{w}\omega =d(\iota _{v}\iota _{w}\omega )+\iota _{v}d(\iota _{w}\omega )=d(\iota _{v}\iota _{w}\omega )=d(\omega (w,v)).}

هذا يتبعه أن: {\displaystyle [v,w]=X_{\omega (w,v)}} إذًا:

| {\displaystyle [X_{f},X_{g}]=X_{\omega (X_{g},X_{f})}=-X_{\omega (X_{f},X_{g})}=-X_{\{f,g\}}}. | \| \| \| \| \| \| \| \| | (3) |
|                                                                                                |                         |     |
|                                                                                                |                         |     |
لذلك فإن قوس بواسون في الاقترانات يتوافق مع قوس لاي لمتجه لمجالات هاملتونيان والمرتبطة به، وكما أظهرنا أن قوس لاي يتكون من مجالين متجهين تماسكيين هما عبارة عن مجال متجه هاملتوني وبالتالي هو أيضًا تماسكي. في لغة الجبر المجرد تشكل المجالات المتجهة التماسكية جبرًا جزئيًا لجبر لاي لمتجه المجالات الناعمة في M، كما يُشكل متجه المجالات هاملتونيان مثالًا مثاليًا لهذا الجبر الجزئي، ومتجه المجالات التماسكية هو جبر لاي لمجموعة لاي اللانهائية الأبعاد من التماثل في M.
على نطاق واسع من المؤكد أن متطابقة ياكوبي لقوس بواسون تابعٌ توافقها مع قوس لاي للمجالات المتجهة:
{\displaystyle \ \{f,\{g,h\}\}+\{g,\{h,f\}\}+\{h,\{f,g\}\}=0}
لكن هذا صحيح فقط للاقتران المحلي الثابت، ومع ذلك لإثبات متطابقة ياكوبي لقوس بواسون فإنه يكفي إثبات أن:
{\displaystyle \operatorname {ad} _{\{f,g\}}=[\operatorname {ad} _{f},\operatorname {ad} _{g}]}
حيث {\displaystyle \operatorname {ad} _{g}}: هو عامل في الاقترانات الناعمة في M يُعرف ب {\displaystyle \operatorname {ad} _{g}(\cdot )\;=\;\{\cdot ,\,g\}} والقوس في الجانب الأيمن هو مبدل العوامل {\displaystyle [\operatorname {A} ,\,\operatorname {B} ]\;=\;\operatorname {A} \operatorname {B} -\operatorname {B} \operatorname {A} }، بواسطة (1) فإن العامل {\displaystyle \operatorname {ad} _{g}} مساوي للعامل Xg، وإثبات متطابقة ياكوبي تُتبع من (3)؛ لأن قوس لاي لمتجه المجالات هو فقط مبدلهم كالعوامل التفاضلية.
جبر الاقترانات الناعمة في M بجانب قوس بواسون يُشكل جبر بواسون؛ لأنه هو جبر لاي في قوس بواسون الذي يوافق قاعدة لايبنز (2)، كما أظهرنا أن كل متشعب تماسكي هو متشعب بواسون وهو متشعب مع عامل الحاصرتان في الاقترانات الناعمة، حيث أن الاقترانات الناعمة تُشكل جبر بواسون، ومع ذلك ليس كل متشعب بواسون ينشأ بهذه الطريقة؛ لأن متشعبات بواسون تسمح للانحلال الذي لا يمكن أن ينشأ في حالة التماسك.

## نتيجة الزخم المرافق
أُعطي {\displaystyle X} كمجال متجه سَلِس في فضاء التكوين، وجُعل {\displaystyle P_{X}} هو الزخم المرافق له؛ فإن الزخم المرافق الذي وُضع يُمثل جبر لاي العاكس للتشابه الشكلي من قوس بواسون لقوس لاي:
{\displaystyle \{P_{X},P_{Y}\}=-P_{[X,Y]}.\,}
هذه النتيجة المهمة تستحق إثبات قصير، فلنكتب أن المجال المتجه {\displaystyle X} عند النقطة {\displaystyle q} في فضاء التكوين هو كالآتي:
{\displaystyle X_{q}=\sum _{i}X^{i}(q){\frac {\partial }{\partial q^{i}}}}
حيث أن {\displaystyle \scriptstyle {\frac {\partial }{\partial q^{i}}}}:هو الإطار الإحداثي المحلي، فالعزم المرافق لِ{\displaystyle X} يمتلك التعبير التالي:
{\displaystyle P_{X}(q,p)=\sum _{i}X^{i}(q)\;p_{i}}
حيث أن {\displaystyle p_{i}}: هم اقترانات العزم المرافقة للإحداثيات، أما الآن فلنكتب التعبيرات السابقة للنقطتين {\displaystyle (q,p)} في فضاء الطور، حاصلين على التالي:
{\displaystyle {\begin{aligned}\{P_{X},P_{Y}\}(q,p)&=\sum _{i}\sum _{j}\left\{X^{i}(q)\;p_{i},Y^{j}(q)\;p_{j}\right\}\\&=\sum _{ij}p_{i}Y^{j}(q){\frac {\partial X^{i}}{\partial q^{j}}}-p_{j}X^{i}(q){\frac {\partial Y^{j}}{\partial q^{i}}}\\&=-\sum _{i}p_{i}\;[X,Y]^{i}(q)\\&=-P_{[X,Y]}(q,p).\end{aligned}}}
النتيجة التي تم الحصول عليها أعلاه صحيحة لجميع النقاط {\displaystyle (q,p)} مُعطيًا النتيجة المطلوبة.

## تكميم
تشوه أقواس بواسون لأقواس مويال عند القياس الكمي (التكميم) تُعمم لجبر لاي مختلف أو جبر مويال أو ما يكافئ ذلك في فضاء هيلبرت وهو مبدل الكم، حيث أن مجموعة انكماش ويغنر- إينون لهم مع اعتبار أن نهاية الحد الكلاسيكي تصبح: ħ → 0فإن هذا يُسفرُ عن جبر لاي أعلاه.
لعرض ذلك بشكل أكثر وضوح ودقة فإن الجبر الشامل المغلف لجبر هايزنبرغ هو جبر فايل حيث أن نموذج العلاقة أن العنصر المركزي لجبر هايزنبرغ هو وحدة الجبر الشامل المغلف، ويكون ناتج مويال حالة خاصة من الضرب النجمي على جبر الرموز، كما أُعطيَ تعريف واضح لجبر الرموز والضرب النجمي في مقالة الجبر الشامل المغلف الإنجليزية.

## تعليقات
1. ↑  {\displaystyle f(p_{i},\,q_{i},\,t)} يعني أن {\displaystyle f} هو اقتران يحوي عدد {\displaystyle 2N+1} من المتغيرات المستقلة وهم: الزخم 1…N{\displaystyle p}، والموقع 1…N{\displaystyle q}، والوقت {\displaystyle t}.

## روابط خارجية
- Hazewinkel, Michiel, ed. (2001), "Poisson brackets", Encyclopedia of Mathematics  [لغات أخرى]‏ (بالإنجليزية), Springer, ISBN:978-1-55608-010-4
- إيريك ويستاين، Poisson bracket، ماثوورلد Mathworld (باللغة الإنكليزية).| - ع - ن - ت فروع الفيزياء | - ع - ن - ت فروع الفيزياء                                                                                                                                                                                                                                             |
| ------------------------- | --- |
| أقسام                     | - فيزياء نظرية - فيزياء محوسبة - فيزياء تجريبية - فيزياء تطبيقية |
| الفيزياء التقليدية        | - الميكانيكا التقليدية - نيوتنية - تحليلية - المتصل - الموائع - السماوية - الديناميكا الحرارية - الميكانيكا الإحصائية - ترموديناميك اللاتوازن - الكهرومغناطيسية التقليدية - البصريات - الأشعة - الموجات - علم الصوت                                                   |
| الفيزياء الحديثة          | - ميكانيكا الكم - الميكانيكا النسبية - الخاصة - العامة - فيزياء الجسيمات - الفيزياء النووية - نظرية الحقل الكمومي - فيزياء ذرية وجزيئية وبصرية - الفيزياء الذرية - الفيزياء الجزيئية - البصريات الحديثة - فيزياء المواد المكثفة - فيزياء الحالة الصلبة - علم البلورات |
| الفيزياء مع العلوم الأخرى | - الفيزياء الفلكية - علم الكون الفيزيائي - فيزياء الغلاف الجوي - الفيزياء الحيوية - الفيزياء الكيميائية - الفيزياء الهندسية - فيزياء الأرض - علم المواد - الفيزياء الرياضية - الفيزياء الطبية - علم المحيطات الفيزيائي - علم المعلومات الكمية                         |
| انظر أيضا                 | - تاريخ الفيزياء - جائزة نوبل في الفيزياء - قائمة الفائزين - الجدول الزمني لاكتشافات الفيزياء الأساسية - تعليم الفيزياء - بحث - الاتحاد الدولي للفيزياء البحتة والتطبيقية - فلسفة الفيزياء                                                                            |
| بوابة الفيزياء            | |